# Moritz Kruse
Moritz Kruse (* 15. Februar 2000) ist ein deutscher Sportschütze im Wurfscheibenschießen in der Disziplin Skeet.

## Leben und Karriere
Kruse startete erstmals 2014 als 14-jähriger in der Schülerklasse bei den Deutschen Meisterschaften in Suhl und wurde auf Anhieb Deutscher Meister. 2016 Vizemeister in München und mit der Mannschaft gewann er Gold. 2017 konnte Kruse seinen Titel verteidigen und mit der Mannschaft holte er die Bronzemedaille. 2019 wurde er Dritter in seinem letzte Juniorenjahr.
Nach der Corona-Pause und dem Einzug in den Nationalkader nahm er erstmalig 2022 bei den Europameisterschaften in Larnaka teil.  